# Ађира
Ађира (итал. Agira) је насеље у Италији у округу Ена, региону Сицилија.
Према процени из 2011. у насељу је живело 7627 становника. Насеље се налази на надморској висини од 625 м.

## Становништво
Према резултатима пописа становништва 2011. у општини је живело 8.484 становника.
| 1931.  | 1936.  | 1951.  | 1961.  | 1971.  | 1981. | 1991. | 2001. | 2011. |
| ------ | ------ | ------ | ------ | ------ | ----- | ----- | ----- | ----- |
| 15.443 | 15.350 | 16.528 | 14.079 | 11.814 | 9.146 | 9.150 | 8.348 | 8.484 |

## Партнерски градови
- Зебуг